# Pseudomenardella
Pseudomenardella es un género de foraminífero planctónico considerado un sinónimo posterior de Luterbacheria de la Familia Globanomalinidae, de la Superfamilia Hantkeninoidea, del Suborden Globigerinina y del Orden Globigerinida. Su especie-tipo es Globorotalia ehrenbergi. Su rango cronoestratigráfico abarca desde el Selandiense (Paleoceno inferior) hasta el Ypresiense (Eoceno inferior).

## Descripción
Pseudomenardella incluía especies con conchas trocoespiraladas, de forma biconvexa aplastada o cóncavo-convexa; sus cámaras son romboidales, y seleniformes en el lado espiral; sus suturas intercamerales eran incididas; su contorno ecuatorial era subredondeado, ligeramente lobulado; su periferia era aguda, con carena poco a bien desarrollada; el ombligo era estrecho; su abertura principal era interiomarginal, umbilical-extraumbilical, con forma de ranura asimétrica y rodeada con un pórtico; presentaban pared calcítica hialina, perforada con poros cilíndricos y superficie lisa o punteada, en ocasiones con pústulas muy esparcidas.

## Discusión
Clasificaciones posteriores han incluido Pseudomenardella en la Familia Hantkeninidae. Pseudomenardella se ha definido utilizando un concepto taxonómico muy similar al dado para Luterbacheria, probablemente por haber ignorado la definición de este último género del autor español. Luterbacheria fue definido para incluir especies carenadas, pero de pared lisa o punteada, a diferencia de Planorotalites que tiene pared pustulosa. No obstante, la especie tipo de Pseudomenardella (Luterbacheria ehrenbergi) no coincide con la de Luterbacheria (Luterbacheria pseudomenardii), y ambos géneros aún podrían ser considerados distintos y válidos.

## Paleoecología
Pseudomenardella incluía especies con un modo de vida planctónico, de distribución latitudinal cosmopolita, preferentemente tropical-subtropical, y habitantes pelágicos de aguas intermedias a profundas (medio mesopelágico a batipelágico superior).

## Clasificación
Pseudomenardella incluye a las siguientes especies:
- Pseudomenardella ehrenbergi †, considerado como Luterbacheria ehrenbergi
- Pseudomenardella quinquecamerata †
- Pseudomenardella pseudomargaritae †